# Panismaha
Els panismahas o panimaha eren un subgrup dels pawnee. Apareixen sobretot en el segle xviii, i com es connecten amb grups posteriors del segle xix és una mica confús. És possible que hagin estat connectats d'alguna manera amb el subgrup skidi dels pawnee, però això no és cert.
En la tardor de 1724 en un poble dels kanza els panismahas s'uniren a un consell de pau amb els francesos, otoes, osages, iowa, missouris i Illiniweks.
Vivien a l'oest de la riu Missouri en el que és avui Nebraska. Al voltant de 1752 van fer la pau amb els comanxes, wichites i els principals grups pawnee.
Un grup dels que aquests, que podien haver estat específicament part del subgrup skidi es va traslladar del que avui és Nebraska per a les regions frontereres de Texas i Arkansas on vivien amb el taovaya. Pel que sembla, aquest grup va ser també el pannis designats en un poble al llarg de Sulphur Creek al nord-est de Texas en un mapa espanyol del segle xix.